# Sünbül Efendi

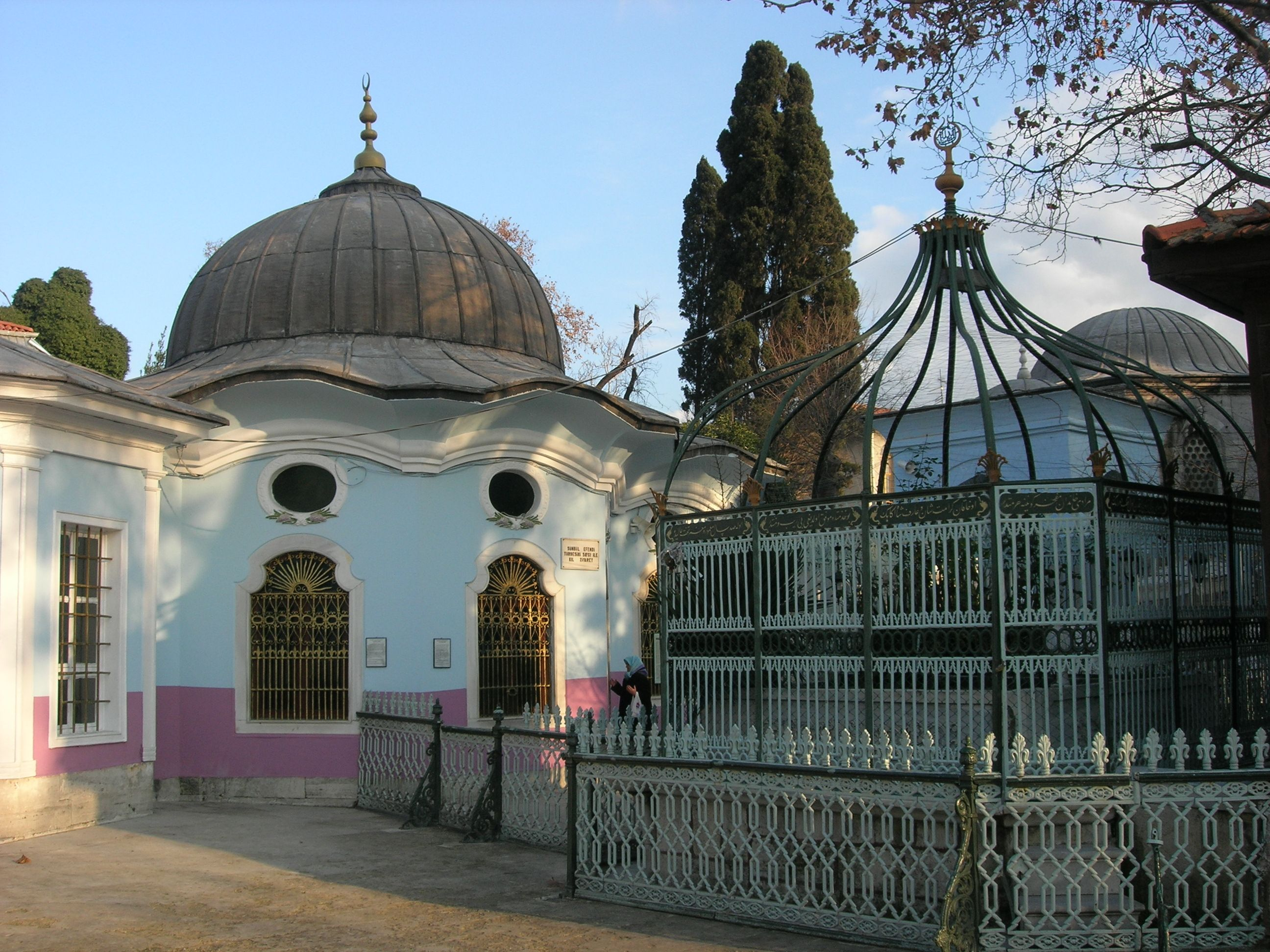
La tomba di Sünbül Efendi nel complesso di Koca Mustafa a Istanbul.

Sünbül Efendi (Merzifon, 1452 – Istanbul, 1529) è stato un mistico turco.

## Biografia
Sünbül Efendi nacque a Merzifon, in provincia di Amasya. Il suo vero nome era Yusuf Sinan. Gli fu dato il soprannome di "Sünbül" dal suo sceicco Cemâl-i Halvetî. Non ci sono informazioni sulla sua famiglia tranne il nome di suo padre (Kayabeyoğlu Ali). Fu educato in tenera età a Isparta, quindi si trasferì a Istanbul per essere educato dal famoso studioso Efdalzâde Hamîdüddîn Efendi, Sheikh ul-Islam dei sultani Maometto II (il Conquistatore) e Bayezid II.
Egli fu il fondatore dell'ordine sufi Sunbuliyye (scritto anche Sunbuli). I Sunbuliyye erano derivati dall'ordine Khalwati (scritto anche Halveti e Halvetiye). Sünbül Efendi era molto ammirato dai sultani ottomani, che spesso gli chiedevano preghiere. Si dice che abbia predetto a Selim I che avrebbe conquistato l'Egitto, cosa che poi avvenne. I successori di Sünbül Efendi e le generazioni successive furono insediate intorno al 1550 nella città di Nurullah vicino Konur, nella provincia di Icel. La türbe (tomba) di Sümbül Sinan Efendi si trova accanto alla moschea di Koca Mustafa Pascià di Istanbul. Il sito della sua tomba era una volta il suo Tekke ed è ora una moschea. Il Tekke stesso era stato un tempo un convento che fu abbandonato dopo la conquista di Costantinopoli e consegnato ai Khalwatis dal Sultano per usarlo come Tekke. Quasi tutti gli sceicchi che ricoprivano la carica di grande sceicco di questo ordine sono sepolti nella Tekke, incluso un altro noto sceicco di questo ordine, Merkez Efendi (morto nel 1552) a Yenikapı. La tomba è spesso visitata dai musulmani, alcuni dei quali lo considerano un santo.

## Nome
Ortografie o trascrizioni alternative di questo nome sono: Sümbül Efendi, Sünbül Efendi, Şeyh Sümbül, Sümbül Sinan e Sünbül Sinan. 
Sünbül è la parola turca per il fiore del giacinto.